# Hyein Jeon
Hyein Jeon es una pianista coreana de música clásica nacida en Seúl en 1997.

## Biografía
Hyein Jeon nació en Seúl el 28 de junio de 1997. Desde el año 2007 estudia piano bajo la dirección de Dahye Choi. Estudió en la Academia Music Prodigy y Escuela de Música Yewon. Desde el año 2013 continúa su formación en la escuela Superior de Artes de Seúl. Tras graduarse en el Instituto Nacional de Corea en junio de 2014 ha complementado su preparación con clases magistrales con algunos pianistas como Oxana Yablonskaya.
Realiza apariciones en público como solista o en grupos de música de cámara desde 2008. Actuó con la Orquesta de Cámara Ascoli en 2014.

## Premios
- Primer Premio en el Concurso Orquesta Mozart de Corea, en 2009.
- Primer Premio en el Concurso Eumyeon, en 2009.
- Primer Premio en el Concurso de la Universidad Gangnung Wonju, en 2010.
- Finalista en el I Concurso Internacional de Corea para Jóvenes Pianistas, en 2013.
- Semifinalista en el Concurso Junior e-Piano, Minneapolis, Minnesota, EUA, en junio de 2015.[1]
- Primer Premio (compartido) en el XXXVI Concurso Internacional de Piano Delia Steinberg, Madrid, España, el 28 de abril de 2017.[2]